# 타쿠르가온구

방글라데시 타쿠르가온구

타쿠르가온구(벵골어: ঠাকুরগাঁও জেলা)는 방글라데시의 북서쪽에 있는 지역이다. 이것은 랑푸르주의 일부이며 서쪽으로 인도와 국경을 접하고 있다. 1860년 타쿠르가온사다르, 발리아당기, 피르간지, 라니샨카일, 하리푸르, 루히아라는 이름의 6개의 타나로 구성된 마하쿠마로 설립되었다. 1947년 인도의 잘파이구리 3타나와 코흐비하르 1타나를 포함해 마하쿠마로 재탄생했다. 1981년 판차가르 지역에 아토아리가 편입되면서 이 지역은 5곳 만에 축소됐다. 그 후 1984년 2월 1일에 지구로 설립되었다.

## 지리
타쿠르가온구의 면적은 1,781.74 평방 킬로미터이다. 타쿠르가온구는 방글라데시의 북서쪽 구석에 있으며 방글라데시의 수도인 다카에서 약 467km 떨어져 있다. 남부는 디나즈푸르구, 동쪽은 판차가르구, 서쪽과 북쪽은 인도에 둘러싸여 있으며 히말라야 평원의 일부이다. 이 지역의 최고 평균 기온은 섭씨 33.5도이고 최저 기온은 섭씨 10.05도이다.

## 경제
방글라데시에서는 농업 전체가 경제의 기반이며, 타쿠르가온구는 오랫동안 농업이 지역 경제의 주요 부분을 형성하며 경제적으로 생산하기 위해 노력해 왔다. 타쿠르가온구는 쌀, 밀, 사탕수수, 제철 채소, 과일 등과 같은 많은 농산물을 생산한다. 사탕수수 재배지인 TSM은 BSFIC의 일부이다. 이것들은 현지인들의 주된 생계가 되었다. 타쿠르가온구에는 양계 회사들이 꽤 생산적인 사업을 하고 있는데, 그 지역에는 여러 개의 냉장실이 있다. 농기구를 생산하고 수리하는 다양한 사업체들이 성장해 왔다.
그러나 수도에서 지역사회가 떨어져 있기 때문에 충분한 기술 및 물류 지원을 받고 현지 제품을 국가 시장으로 운송하는 데 어려움이 있다. 무역과 상업의 중심에서 멀리 떨어져 사업을 시작하기가 쉽지 않다.

## 인구
| 연도     | 인구      | ±% p.a. |
| -------- | --------- | ------- |
| 1974     | 633,331   | —       |
| 1981     | 817,732   | +3.72%  |
| 1991     | 1,010,948 | +2.14%  |
| 2001     | 1,214,376 | +1.85%  |
| 2011     | 1,390,042 | +1.36%  |
| Sources: |           |         |

## 같이 보기
- 방글라데시의 구